# 東彼杵町立彼杵小学校
東彼杵町立彼杵小学校（ひがしそのぎちょうりつ そのぎしょうがっこう、Higashisonogi Town Sonogi Elementary School）は、長崎県東彼杵郡東彼杵町蔵本郷にある公立小学校。

## 概要
歴史
1873年（明治6年）創立。2013年（平成25年）に創立140周年を迎えた。
校訓
「強く 正しく 朗らかに」
学校教育目標
「夢に向かって自ら学び共に輝く彼杵っ子」
校章
桜の花弁の絵を背景にして、中央に校名の「彼杵」の文字（縦書き）を置いている。
校歌
作詞は不詳、作曲は山口修造による。歌詞は3番まであり、2番に校名の「そのぎ」が登場する。
校区
「長崎県東彼杵郡東彼杵町」の「小音琴郷、浦、大音琴郷、口木田郷、蔵本郷、金谷、本町、東町、橋ノ詰、赤木、上杉、下三根、山田、樋口、川内、飯盛、法音寺郷、菅無田郷、坂本郷、中尾郷、太ノ原、太ノ浦郷（一部）、遠目郷（一部）」。中学校区は東彼杵町立東彼杵中学校。

## 沿革
- 1873年（明治6年）6月12日 - 彼杵村蔵本の御茶屋跡（現・彼杵神社）に第五大学区長崎県管下第三中学区彼杵郡の小学校として「彼杵小学校」が設置される。
  - 訓導（教諭）は佐藤俊八郎。
- 1874年（明治7年）- 隣の庄屋跡（現在地）に移転。
- 1877年（明治10年）- 大音琴郷浜田に音琴分校（ねごと）を設置。
- 1878年（明治11年）7月22日 - 郡制の施行により、彼杵郡が東西に分割され、東彼杵郡に属することとなる。
- 1880年（明治13年）12月 - 「蔵本小学校」に改称。大楠小学校を統合し、大楠分校とする。
- 1881年（明治14年）5月 - 「公立中等彼杵小学校」に改称。
- 1886年（明治19年）
  - 5月 - 小学校令の施行により、尋常科（修業年限4年）を設置の上、「尋常彼杵小学校」に改称。大楠分校が分離し「簡易大楠小学校」として独立。
  - 9月 - 大村（現・大村市立大村小学校前）に「長崎県第十一高等小学校」が設置される。
- 1889年（明治22年）4月 - 町村制の施行により、彼杵村立の小学校となる。
- 1892年（明治25年）
  - 4月 - 「彼杵尋常小学校」に改称（「尋常」の位置が変更となる）。
  - 9月 - 長崎県第十一高等小学校が廃止される。
  - 12月15日 - 高等科を併置の上、「彼杵尋常高等小学校」に改称。
- 1893年（明治26年）- 高等科の併置により児童数が増加したため、校舎を増築。
- 1896年（明治29年）4月 - 彼杵農業補習学校が併置される。
- 1900年（明治33年）5月31日 - 彼杵農業補習学校が廃止される。
- 1903年（明治36年）10月 - 音琴分校が分離し、「音琴尋常小学校」として独立。
- 1908年（明治41年）4月 - 小学校令の改正により、義務教育年限（尋常科の修業年限）が4年から6年に延長される。
  - 旧高等科1年を尋常科5年、旧高等科2年を尋常科6年、旧高等科3年を高等科1年、旧高等科4年を高等科2年に振り替える。
- 1910年（明治43年）4月2日 - 瓦葺平屋建ての6教室を増築。
- 1913年（大正2年）4月 - 大楠尋常小学校と音琴尋常小学校の2校を統合し、それぞれ大楠分教場（おおぐす）・音琴分教場（ねごと）とする。
- 1914年（大正3年）3月31日 - 彼杵農業補習学校が再設置される。
- 1925年（大正14年）3月22日 -  彼杵農業補習学校に商業科が加えられたため、「彼杵実業補習学校」に改称。
- 1926年（大正15年）7月 - 彼杵実業補習学校が青年訓練所として認定される。
- 1927年（昭和2年）5月27日 - 木造2階建ての校舎が完成。
- 1934年（昭和9年）12月20日 - 勧学顕彰碑が建立される。
- 1935年（昭和10年）6月1日 - 青年学校令の施行により、彼杵実業補習学校が「彼杵青年学校」に改称。
- 1940年（昭和15年）11月3日 - 彼杵村が町制施行により彼杵町となる。これに伴い彼杵町立の小学校となる。
- 1941年（昭和16年）4月1日 - 国民学校令の施行により、「彼杵町国民学校」に改称。尋常科を初等科に改める（初等科6年・高等科2年）。
- 1944年（昭和19年）3月31日 - 併設の彼杵青年学校が「彼杵高等実業青年学校」として独立。
- 1947年（昭和22年）4月1日 - 学制改革（六・三制の実施）が行われる。
  - 彼杵国民学校の初等科が改組され、「彼杵町立彼杵小学校」となる（児童数1,024名）。分教場を分校に改称（大楠分校・音琴分校）。
  - 彼杵国民学校の高等科と彼杵青年学校の普通科が改組され、新制中学校「彼杵町立彼杵中学校」が発足。小学校に併設される。
- 1949年（昭和24年）4月1日 - 大楠分校が独立し、「彼杵町立大楠小学校」として独立。
- 1950年（昭和25年）4月1日 - 音琴分校が独立し、「彼杵町立音琴小学校」として独立。
- 1955年（昭和30年）2月 - 育友会により、彼杵町川内郷長葉山674番地に学校林を植林。
- 1959年（昭和34年）5月1日 - 彼杵町と千綿村が合併し、東彼杵町が発足。これに伴い「東彼杵町立彼杵小学校」（現校名）に改称。
- 1963年（昭和38年）4月22日 - 給食を開始。
- 1968年（昭和43年）2月 - 鉄筋コンクリート造2階（一部3階）建て校舎（8教室）、木造平屋建1棟などが完成。
- 1973年（昭和48年）- 創立100周年記念式典を挙行。
- 1984年（昭和59年）
  - 2月 - 鉄筋コンクリート造3階立ての新校舎と体育館が完成。
  - 3月 - 運動場が完成。
  - 8月 - 東校舎を改修。
- 1999年（平成11年）3月 - 校旗を新調。
- 2002年（平成14年）1月 - 学校評議員制度を導入。
- 2005年（平成17年）3月 - プールが完成。
- 2009年（平成21年）9月 - 校舎の耐震化工事を完了。
- 2010年（平成22年）
  - 4月1日 - 午前中5時間制を導入。
  - 6月 - 校庭の全面芝生化を実施。
- 2016年（平成28年）4月1日 - 東彼杵町立大楠小学校と東彼杵町立音琴小学校の2校を統合。

## 著名な卒業生
- 仲里依紗（女優）
- 香田勲男（プロ野球）

## アクセス
最寄りの鉄道駅
- JR九州 大村線 「彼杵駅」

最寄りのバス停
- 西肥自動車（西肥バス）・東彼杵町営バス・JR九州バス 「彼杵本町」バス停

最寄りの国道・県道
- 長崎自動車道（高速道路）東そのぎIC
- 国道205号
- 長崎県道137号彼杵停車場線

## 周辺
- 東彼杵町役場
- 東彼杵町立東彼杵中学校（旧・東彼杵町立彼杵中学校）
- 川棚警察署東彼杵警察官駐在所
- 彼杵神社
- 彼杵郵便局
- 東彼杵町図書館
- 東彼杵町総合会館
- 東彼杵町児童体育館
- 東彼杵町歴史民俗資料館
- 道の駅彼杵の荘

## 関連事項
- 長崎県小学校一覧